# L'Ermite (nouvelle)
L'Ermite est une nouvelle de Guy de Maupassant, parue en 1886.

## Historique
L'Ermite est une nouvelle initialement publiée dans le quotidien Gil Blas du 26 janvier 1886, puis dans le recueil  La Petite Roque.

## Résumé
En revenant de rendre visite à un vieil ermite, quelques amis parlent de ces solitaires. À ce sujet, l'un d'eux raconte une sinistre aventure.

## Éditions
- Gil Blas, 1886
- La Petite Roque, recueil paru en 1886 chez l'éditeur Victor Havard.
- Maupassant, Contes et Nouvelles, tome II, texte établi et annoté par Louis Forestier, éditions Gallimard, Bibliothèque de la Pléiade, 1979.

## Lire
Lien vers la version de L'Ermite dans le recueil La Petite Roque 